# روی وب
روی وب (انگلیسی: Roy Webb؛ ‏ ۳ اکتبر ۱۸۸۸ – ۱۰ دسامبر ۱۹۸۲) آهنگساز اهل ایالات متحده آمریکا بود. 
از آثار او می‌توان ساخت موسیقی برای فیلم‌های قمارباز و دخترک، پسران مومیایی، دختر دانا، یک دختر، یک مرد و یک ملوان، برخورد در شب، جاسوس محبوب من، نورچشمی معلم، گردن‌بند، نوادا، خون در ماه و اراذل و اوباش را نام برد.